# Скибинцы (Полтавская область)
Скибинцы (укр. Скибинці) — село,
Куреньковский сельский совет,
Чернухинский район,
Полтавская область,
Украина.
Код КОАТУУ — 5325182105. Население по переписи 2001 года составляло 149 человек.

## Географическое положение
Село Скибинцы находится на левом берегу реки Удай,
выше по течению на расстоянии в 1,5 км расположено село Шкураты (Пирятинский район),
ниже по течению на расстоянии в 3,5 км расположено село Нетратовка,
на противоположном берегу — село Карпиловка (Лубенский район).
Река в этом месте извилистая, образует лиманы, старицы и заболоченные озёра.

## Галерея

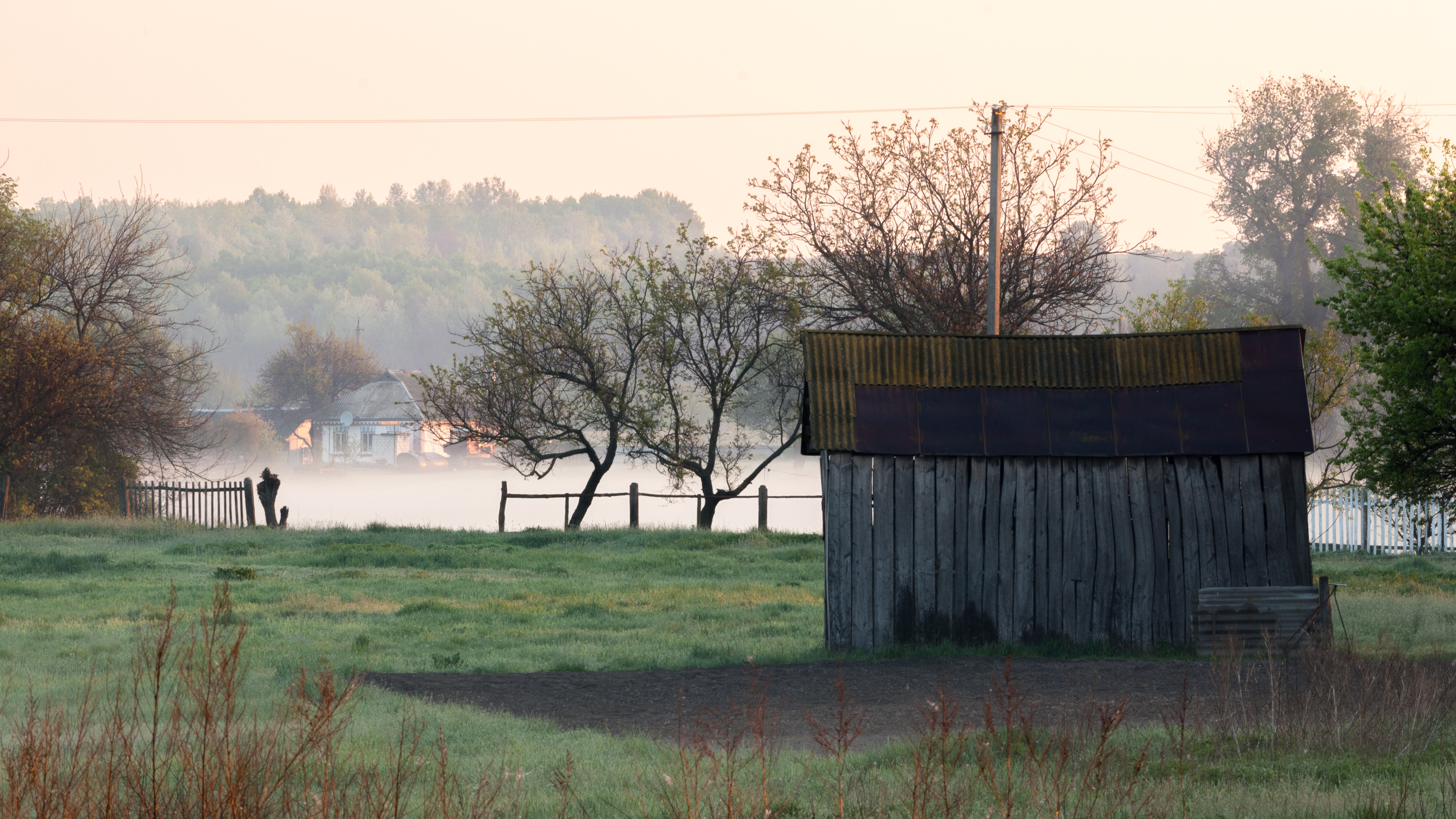
Сельский пейзаж
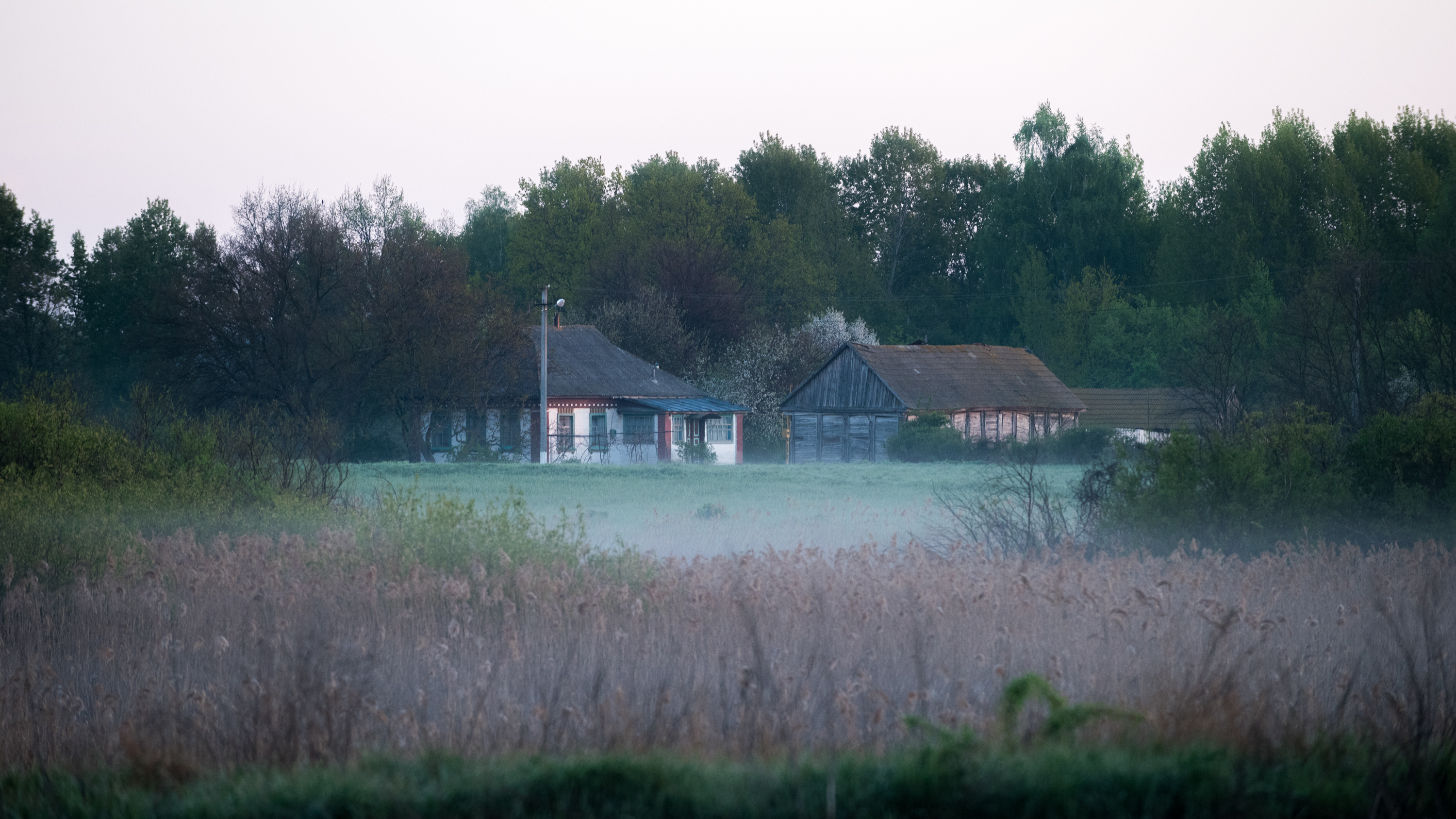
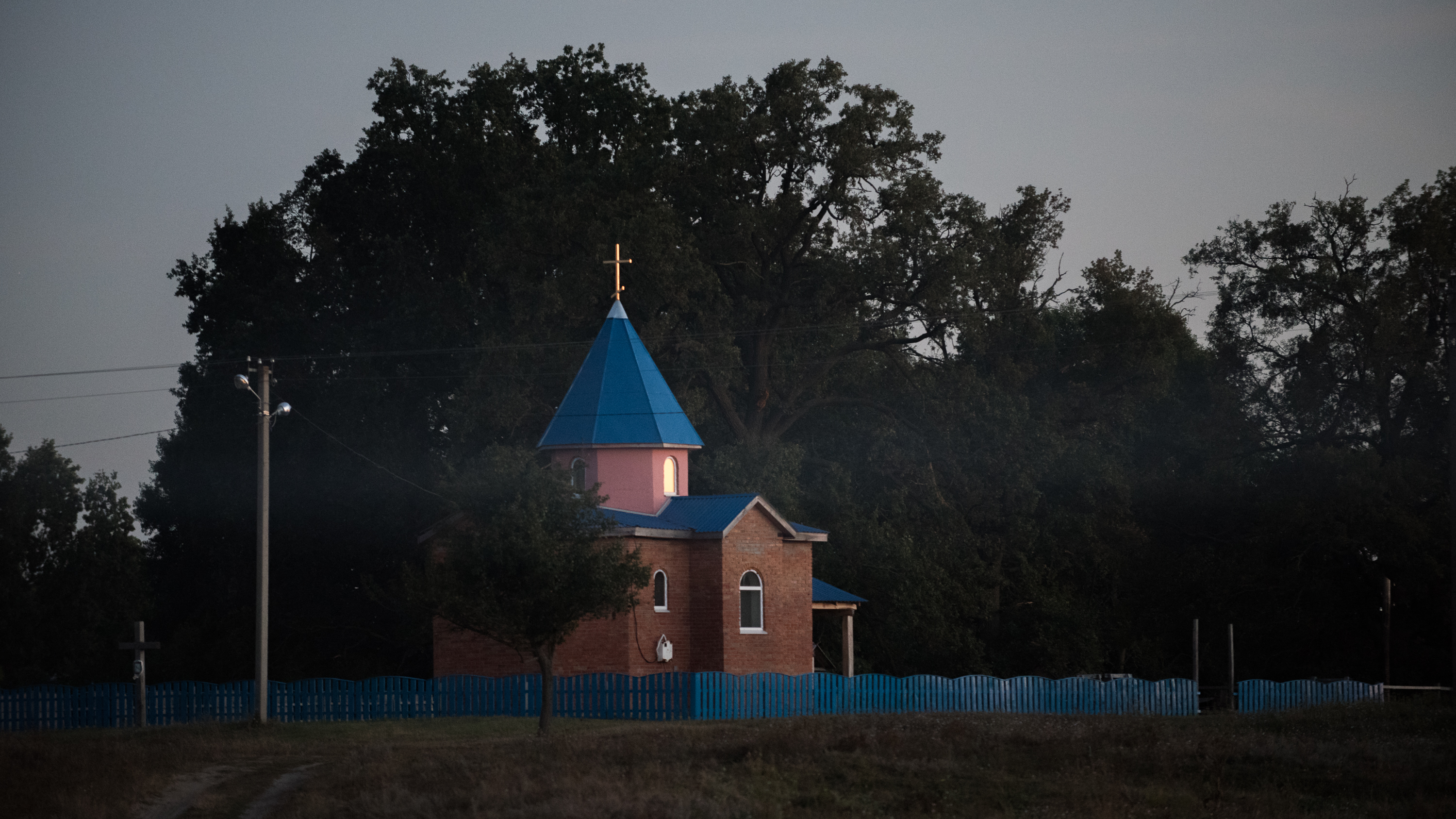
Крестовоздвиженская церковь